# Влияние Второй мировой войны на спорт
Вторая мировая война оказала существенное влияние на мировой спортивный календарь 1930-х и 1940-х годов XX века: были отменены многие текущие или запланированные спортивные соревнования. По масштабу воздействия на спорт Вторая мировая война стала крупнейшим международным событием (наряду с Первой мировой войной и пандемией COVID-19), которое оказало значительное влияние на ход спортивной жизни.
Проведение крупнейших профессиональных спортивных соревнований (Олимпийские игры, чемпионат мира по футболу ФИФА и чемпионат мира по хоккею с шайбой ЛИХГ) по всему миру было прекращено из-за обстоятельств непреодолимой силы, связанных с последовательным объявлением военного положения и общей мобилизации, а также вводом сопутствующих ограничений прав и свобод на этот период. Кроме того, организаторы отказались давать какие-либо гарантии безопасности жизни и здоровья участников вследствие возможной угрозы интернирования по определённому гражданству, признаку или национальности. Внутренние официальные соревнования, по некоторым из оставшихся видов спорта, продолжали проводиться по мере до наступления военного положения, но в некоторых странах были исключения из правил (например, в Австралии и США розыгрыш регулярных сезонов Австралийской футбольной лиги и НХЛ не был прерван вообще).

## Комплексные спортивные турниры
В отличие от летних Олимпийских игр, несостоявшиеся Олимпийские зимние игры не нумеруются. Номер V последовательно присваивался отменяемым зимним Играм 1940 и 1944 годов, официальными таковыми смогли лишь стать послевоенные Зимние Олимпийские игры 1948 года в Санкт-Морице.

### Летние и Зимние Олимпийские игры 1940
XII летние Олимпийские игры были запланированы к проведению с 21 сентября по 6 октября 1940 года в Токио. В связи с отказом Японии МОК в 1938 году перенёс Игры в Хельсинки, где они должны были быть проведены с 20 июля по 4 августа 1940 года. Игры окончательно отменены письмом Байе-Латура посланным всем членам МОК от 2 мая 1940 года.
V Зимние Олимпийские игры первоначально должны были пройти с 3 по 12 февраля 1940 года в Саппоро (Япония). После отказа Японии проводить игры МОК в июле 1937 года перенёс запланированные игры в Санкт-Мориц (Швейцария). Однако позднее из-за разногласий со швейцарским комитетом заявку также отклонили, после чего было решено провести игры повторно в немецком Гармиш-Партенкирхен, однако из-за развязывания Германией мировой войны Игры были отменены меморандумом Байе-Латура, посланным всем членам МОК 25 ноября 1939 года.

### Летние и Зимние Олимпийские игры 1944
XIII летние Олимпийские игры по решению Международного олимпийского комитета (МОК), принятому в июне 1939 года, были запланированы к проведению в 1944 году в Лондоне. Лондон в борьбе за право проведения Игр опередил Рим, Детройт, Лозанну, Афины, Будапешт, Хельсинки и Монреаль. В связи с продолжающейся войной Игры были отменены. Лондон в дальнейшем смог принять первые послевоенные Игры 1948 года, при этом право на их проведение было получено на безвозмездной основе.
VI Зимние Олимпийские игры 1944 должны были пройти в феврале 1944 года в итальянском Кортина-д’Ампеццо, который получил право провести игры в июне 1939 года. Запланированные на 1944 год Игры были отменены меморандумом Байе-Латура, посланным всем членам МОК летом 1941 года после нападения Германии на СССР.

### Гэльские игры
В первый год Второй мировой войны Гэльская атлетическая ассоциация смогла полноценно провести Гэльские игры сезона 1939/40. Но уже введённые к началу 1940 года ограничения на передвижения осложнили проведение Гэльских игр сезона 1940/41, что сделало соревнование экономически невыгодным и сложным с организационной точки зрения, хотя Ирландия осталась соблюдать нейтралитет на протяжении всей войны. Решением ГАА национальные гэльские игры были прекращены до окончания военных действий.

## Баскетбол

### Международные турниры

#### ФИБА
3-й чемпионат Европы по баскетболу прошёл в литовском Каунассе с 21 по 28 мая 1939 года. 4-й чемпионат Европы 1941 года был запланирован к проведению в этой же стране, но случившееся годом ранее присоединение Прибалтики к СССР автоматически сделало хозяином турнира СССР. Смены места проведения турнира не последовало, однако литовские баскетболисты предпочли покинуть Литву и как следствие, ни один из европейских чемпионов не играл за сборную СССР после окончания войны. Вхождение прибалтийских государств в состав СССР не получило международного признания рядом государств мира, на основании чего ФИБА объявила об отмене чемпионата в 1941 году и прекратила организацию турнира со ссылкой на ограничения по военному положению. Несмотря на прекращение турнира, в Литве состоялся товарищеский турнир балтийских стран, организованный в Каунасском спортивном зале в апреле 1941 года, литовская команда победила латвийскую со счётом 38:33. ФИБА возобновила турнир с 1946 года и 4-й по счёту чемпионат Европы по баскетболу прошёл в Швейцарии.

### Национальные турниры

#### США
На момент войны Американская баскетбольная лига и Национальная баскетбольная лига, являясь одними из прародителей современной НБА, не обладали высоким авторитетом среди соревнований, проводившихся по другим видам спорта (таким как американский футбол и хоккей с шайбой). И хотя Великая депрессия нанесла весьма болезненный удар по первым зачаткам развития профессионального баскетбола в США, война не пощадила американский баскетбол и начиная с сезона 1941/42 количество команд в разных лигах значительно уменьшилось. При этом участие в последних 20 сезонах АБЛ принимали лишь клубы, базировавшиеся в восточной части страны.
В послевоенное время конкуренция между баскетбольными лигами резко ослабла после основания БАА в 1946 году, которая спустя три года объединилась с НБЛ в новую единую лигу НБА. Сезон 1952/53 стал последним в истории АБЛ, после которого лига окончательно утратила свою конкурентоспособность с НБА и в 1955 году была упразднена.

## Настольный теннис
Последний чемпионат мира по настольному теннису состоялся в марте 1939 года в египетском Каире, который одновременно также стал первым проведённым за пределами Европы. С началом большой войны Исполнительный комитет Международной федерации настольного тенниса объявил о прекращении организации данного соревнования. Турнир возобновлён лишь в 1947 году.

## Снукер
Первый и последний во время Второй мировой войны чемпионат мира по снукеру состоялся в 1940 году в зале Тёрстон-холл, Лондон. 16 октября 1940 года здание клуба, в котором проводился турнир, было разрушено парашютной миной, упавшей в юго-западной части площади Лестер-сквер. Совет по контролю за бильярдом и снукером отказался от розыгрышей мирового первенства по снукеру до окончания войны. Мировой снукер возобновился в 1946 году.

## Теннис

### Уимблдон
Несмотря на начало Второй мировой войны, первоначально предполагалось, что в 1940 году Уимблдонский турнир состоится, хотя и в урезанном виде, что с связано с мобилизационными мероприятиями. Однако усилившиеся ограничительные меры по военному положению привели к тому, что турнир впоследствии был полностью отменён — территория клуба была реквизирована под военный городок: на одной из автомобильных стоянок клуба был заложен огород, а во временных сооружениях разводили свиней, кур и другую домашнюю живность. Главная аллея клуба была отдана под плац, и лишь только корты продолжали поддерживаться в пригодном состоянии. Уимблдон, как и другие английские города, подвергся серьёзным бомбардировкам — около 14 тысяч домов были разрушены или повреждены. На самой территории клуба в общей сложности упало 16 бомб, одна из которых уничтожила часть трибун Центрального корта.
Соревнования на уимблдонских кортах возобновились в июне 1945 года в рамках выставочных матчей военнослужащих стран союзников и самой Британской империи, а на следующий год, несмотря на то, что Центральный корт всё ещё не был восстановлен, прошёл первый послевоенный Уимблдон, на который прибыли теннисисты из 23 стран.

### Австралия
Первый и последний во время Второй мировой войны чемпионат Австралии прошёл с 19 по 29 января 1940 года в Сиднее. Из-за географической удалённости Австралии от стран Старого Света и последующего осложнения связей с остальным миром вследствие оккупации дальневосточных колоний Японией, руководящий орган Австралийского тенниса (англ. Tennis Australia) принял решение отказаться от проведения турнира до окончания военных действий на Дальнем Востоке. Чемпионат Австралии по теннису возобновился в 1946 году.

## Хоккей

### Международные турниры
Запланированный в 1940 году 13-й чемпионат мира и одновременно 24-й чемпионат Европы по хоккею с шайбой должен был состояться в польских Катовице и Забже. Начатое весной 1939 года строительство в Катовице крытого катка с трибунами на 5700 зрителей было прервано в результате налёта сил Люфтваффе 2 сентября 1939 года. 13 сентября 1939 года внеочередной конгресс ЛИГХ в Цюрихе принял решение о прекращении соревнования на неопределённый срок в связи с эскалацией военных действий в Европе. Чемпионат мира возобновился в 1947 году.

### Национальная хоккейная лига
НХЛ испытывала финансовый и кадровый кризис на протяжении всей Великой депрессии. Из 10 команд к началу сезона 1942/43 осталось только 6, когда по окончании сезона 1941/42 с турнира снялся клуб Бруклин Американс. Вступление США в войну не остановило проведение соревнований под эгидой НХЛ, однако большинство возрастных хоккеистов оказались подлежащими общей мобилизации, объявленной после нападения на Пёрл-Харбор 7 декабря 1941 года. Из-за наложенных ограничений на перемещения граждан призывного возраста НХЛ заявила о необходимости компенсировать составы клубов за счёт доморощенных игроков, на которых не распространялись такие ограничения. Вскоре НХЛ и Канадская ассоциация любительского хоккея (КАЛХ) подписали общее соглашение о правах игрока младшего возраста стать профессионалом при соблюдении условий, что тот будет осуществлять свою карьеру ради заработка на жизнь в условиях военного времени. Ожидалось, что клубы НХЛ будут полагаться на игроков младшего возраста в качестве временной замены возрастных, призванных на военную службу в порядке общей мобилизации. Позже, в октябре 1942 года президент НХЛ Френк Колдер и президент КАЛХ Френк Сарджент заключили новое соглашение между профессионалами и любителями. Командам НХЛ было разрешено подписывать игроков младшего возраста при условии, что если сначала они связывались с молодёжным клубом, но в то же время они соглашались не подписывать других игроков младшего возраста, ещё не выступивших в соревнованиях КАЛХ. В свою очередь НХЛ также продолжала платить КАЛХ за развитие игроков. Таким образом, в течение военных лет составы команд Оригинальной шестёрки состояли из преимущественно молодых игроков, опыт которых только набирался со временем. Некоторые из подписанных игроков, в дальнейшем, все же призывались на военную службу по мобилизации, но по мере окончания войны и демобилизации последовательно объявляли о возобновлении своих игровых карьер.

## Футбол

### Международные турниры

#### ФИФА
Четвёртый чемпионат мира по футболу должен был пройти с 12 июня по 5 июля 1942 года, на проведение которого претендовали Германия, Португалия, Бразилия и Аргентина. С началом войны в Европе ФИФА стала прорабатывать вопрос о возможном переносе турнира в Южную Америку, а в декабре 1939 года официально аннулировала заявку Германии. Но уже в начале 1940-х годов большая часть стран мира стала жить по законам военного времени, не допускающим проведение каких-либо массовых мероприятий без разрешения органов военного управления, а розыгрыш национальных и международных лиг прекращался по мере эскалации театров военных действий на другие территории. 23 марта 1941 года, за 91 день до нападения Германии на СССР, ФИФА объявил об отмене чемпионата мира в 1942 году в связи с ограничениями по военному положению и мобилизационными мероприятиями. Также мировое первенство не было проведено в послевоенном 1946 году, что было связано с мировым упадком и послевоенным кризисом. Первый послевоенный чемпионат мира по футболу состоялся в 1950 году в Бразилии.

#### Кубок Митропы
Задолго до основания УЕФА в Европе уже существовал первый в истории международный клубный турнир, основанный в 1927 году и проводившийся при поддержке немецкой кейтеринговой компании Mitropa. Всего до Второй мировой войны состоялось 13 розыгрышей Кубка Митропы. 14-й розыгрыш Кубка Митропы 1940 года, начавшийся 17 июня и планировавшийся к завершению 30 июля, не был окончен из-за политических трений в отношениях между Королевством Венгрии и Румынии, приведших к кровопролитию в Трансильвании. Организаторы турнира, ссылаясь на эти драматические события, приняли решение остановить розыгрыш турнира без объявления победителя.
Розыгрыш Кубка Митропы возобновился в 1955 году, но вскоре быстро утратил свою популярность ввиду создания более престижных еврокубковых турниров, проводящихся по сей день под эгидой Союза европейских футбольных ассоциаций (УЕФА). Последний розыгрыш кубка состоялся в 1992 году.

### Европа

#### Англия
48-й сезон Футбольной лиги Англии планировалось разыграть с 26 августа 1939 года по 4 мая 1940 года. На второй день войны, после вторжения нацистской Германии на Польшу, состоялся розыгрыш третьего тура Футбольной лиги, который стал последним перед вводом в Великобритании режима военного положения и объявления войны Германии. 6 сентября Футбольная ассоциация Англии объявила о досрочном завершении сезона и прекращении чемпионата в связи с мобилизацией спортсменов в Британскую армию. Футбольной ассоциацией была организована Лига военного времени, состоявшая из нескольких мини-чемпионатов, в которой стали принимать участие команды в пределах собственной 50-мильной зоны. Ограничения на передвижения команд были связаны с лимитом на топливо, которое установило правительство в рамках военно-транспортной мобилизации. Сезон 1945/46 стал последним для Лиги военного времени, после которого была восстановлена официальная Футбольная лига.
Под рамки военного времени был переформатирован и кубковый турнир, вместo которого был организован Военный кубок Футбольной лиги. Его розыгрыш, в отличие от национального первенства Англии, проводился только до 1945 года, и был упразднён по окончании сезона 1944/45. В некоторых частях страны, и в особенности в самом Лондоне, также проводились собственные розыгрыши Военного кубка, соответствующего названию местности или региона.

#### Польша
13-й чемпионат Польши должен был пройти с 26 марта по 22 октября 1939 года. Накануне вторжения, 31 августа, правительство Польши объявило общую мобилизацию. Досрочно завершён 1 сентября в связи с нападением Германии.
Официально возобновлён в 1948 году.

#### СССР
В первые годы Второй мировой войны в СССР успели пройти розыгрыши V и VI чемпионатов страны по футболу 1939 и 1940 годов соответственно. Розыгрыш VII чемпионата СССР 1941 года был остановлен 24 июня на вторые сутки после нападения Германии. Секция футбола СССР Всесоюзного совета физической культуры СССР объявила о прекращении чемпионата в связи с общим мобилизационным призывом спортсменов в РККА. Локальные соревнования, преимущественно на региональном и любительском уровне, продолжали проводиться лишь в отдалённых от театров военных действий частях страны. Некоторые из них, по мере наступления фронта вглубь страны, также не были завершены по мобилизационным причинам. Отдельный след в истории оставили матчи в оккупированном Киеве, блокадном Ленинграде и разрушенном Сталинграде. Первоначально, по предложению Комитета по делам физической культуры, чемпионат страны предполагалось возобновить ещё в 1944 году после деоккупации большей части СССР от нацистских захватчиков, однако в связи с недостаточным объёмом финансирования Секция футбола СССР ограничилась проведением только кубкового турнира. После победы СССР в Великой Отечественной войне Секция футбола СССР Всесоюзного совета физической культуры СССР объявила о возобновлении национального первенства по футболу, первый послевоенный сезон которого состоялся в том же 1945 году.
Проводившийся 4-й по счёту кубковый турнир на момент старта Второй мировой войны подходил к завершению. Планировавшийся в 1940 году очередной розыгрыш кубка не был проведён из-за затянувшегося первенства страны, а запланированный кубковый турнир 1941 года ожидаемо был отменён в связи со вступлением СССР в войну. В июле 1944 года Секция футбола СССР Всесоюзного совета физической культуры СССР приняла решение возобновить Кубок СССР по футболу в сокращённом формате с участием 26 команд. В 1945 году его проведение было восстановлено в полном объёме и в новом формате с 32 командами.

#### Франция
Федерация футбола Франции первоначально отложила старт 8-го сезона Французского Дивизиона 1, который должен был пройти с 27 августа 1939 по 20 мая 1940 года. На вторые сутки после вторжения Германии в Польшу правительство Франции ввело режим военного положения и объявило общую мобилизацию, которой подверглось большинство профессиональных футболистов была призвана в ряды французской армии. Клубы Дивизиона 1 посчитали невозможным полноценно проводить турнир в условиях ограничений, связанных с военным положением, и Федерация футбола Франции отменила предстоящий сезон. На протяжении войны под её эгидой проводился розыгрыш неофициального военного чемпионата Франции, большая часть которых прошла в годы немецкой оккупации и коллаборационистского режима Виши. В сезоне 1943/44 состоялся единственный «федеральный» чемпионат Франции, организованный с участием любительских команд, сформированных при поддержке Виши, названия которых не имели ничего общего со старыми клубами, утратившими профессиональный статус во время войны. Сезон 1944/45 стал последним в истории Военного чемпионата Франции, с сезона 1945/46 возобновлён официальный чемпионат.
Кубковый турнир, носивший имя Шарля Симона, в отличие от национального чемпионата, официально прекращён не был. Его розыгрыш продолжал проводиться и в период оккупационного раздела Франции, ограничений на передвижения и участие в нём предусмотрено не было. Последним сезоном Кубка Франции в военное время стал сезон 1944/45, его розыгрыш завершился за двое суток до подписания Акта о капитуляции Германии.